# Rafael Higueras Álamo
Rafael Higueras Álamo nacido en Santisteban del Puerto, (Jaén) el 14 de septiembre de 1938 es un religioso español, canónigo magistral de la catedral de Jaén, juez diocesano del tribunal eclesiástico. Administrador diocesano de la diócesis de Jaén desde el 6 de septiembre de 2004 hasta el 2 de julio de 2005.

## Vida
Nacido el 14 de septiembre de 1938, y ya desde muy pequeño, tenía decidida su vocación sacerdotal, así se ordenó sacerdote el 29 de junio de 1961.
Su dilatada carrera la empezó a forjar en el seminario diocesano de Jaén, durante su estancia en el ya mencionado seminario donde realizó su preparación espiritual y académica (1948-1960), estudió: cinco cursos de Humanidades, tres cursos de Filosofía Escolástica y cuatro cursos de Teología, obteniendo en el último curso (1959-60) el premio fin de carrera.
Luego pasó a la Universidad de Pamplona y continuó sus estudios en la Universidad Pontificia de Comillas donde cursó doctorado en derecho canónico.Del mismo modo, en los años de 2001 a 2004 se especializó en derecho matrimonial sustantivo y procesal, en el Estudio Rotal del Tribunal de la Rota de la Nunciatura Apostólica de España en Madrid, en el año 2003, cursó el Doctorado en Derecho Canónico, en la Universidad Pontificia de Comillas (Madrid).En octubre de 2005 fue nombrado prelado de honor de Su Santidad Benedicto XVI.

## Cargos
Monseñor Don Rafael Higueras ha tenido desde 1962, una vida pastoral muy intensa, fruto de su extraordinaria vocación sacerdotal, en ella ha desempeñado los siguientes cargos pastorales en la Diócesis de Jaén:
- Coadjutor de Villacarrillo (1962-1964).
- Capellán de las Hijas de la Caridad, en Linares (1964-1970).
- Consiliario de la Juventud de Acción Católica de Linares (1965-1967).
- Consiliario Diocesano de la Juventud de Acción Católica (1967-1973).
- Capellán de las Siervas de S. José, en Linares (1971-1973).
- Párroco de Santa María de Linares (1973-1977).
- Arcipreste de Linares (1975-1977).
- Fiscal general del Obispado y Defensor del vínculo (1974-1989).
- Delegado diocesano de enseñanza (1969-1973 y 1977-1989).
- Párroco de Parroquia de San Bartolomé de Jaén (1977-1978).
- Presidente delegado en diversos Patronatos diocesanos: de Linares, Siles.
- Fundación Familia cristiana.
- Párroco de S. Roque en Jaén (1983-1989).
- Canónigo Magistral de la S.I.  Catedral de Jaén, por oposición (desde 1982).
- Miembro de diversos Consejos diocesanos:
- Juez diocesano desde 1990.
- Secretario General-Canciller del Obispado
- Postulador de la causa de Beatificación de Manuel Lozano Garrido (Lolo)[2]
- Deán de la Santa Iglesia Catedral de Jaén (2002-2007).
- Vicario judicial (2001-2007).
- Administrador diocesano, sede vacante 6 de septiembre de 2004 a 2 de julio de 2005).
- Prelado de Honor de Su Santidad. Octubre 2005.
- Colabora en la Parroquia de Santa María de Torredonjimeno (2005…).
- Delegado diocesano para la Vida consagrada desde 2009.
- Capellán de Honor de la Cofradía de los Esclavos Servitas de Nuestra Señora de los Dolores y San Juan y el Cristo de la Caída de Santisteban del Puerto.

| Predecesor: Félix Martínez Cabrera                  | Deán de la S.I. Catedral de Jaén 2002 - 2007                                  | Sucesor: Francisco Juan Martínez Rojas         |
| Predecesor: Santiago García Aracil (Obispo de Jaén) | Administrador Apostólico de Jaén 6 de septiembre de 2004 - 2 de julio de 2005 | Sucesor: Ramon del Hoyo Lopez (Obispo de Jaén) |